# بيتر أولاينكا
بيتر أولاينكا (بالإنجليزية: Peter Olayinka)‏ (18 نوفمبر 1995 بإبادان في نيجيريا - ) هو لاعب كرة قدم نيجيري في مركز الهجوم. لعب مع نادي سكندربيو كورتشه ونادي غينت وYenicami Ağdelen ‏ وKF Bylis ‏.

## روابط خارجية
- بيتر أولاينكا على موقع الاتحاد الأوربي (الإنجليزية)
- بيتر أولاينكا على موقع قاعدة بيانات كرة القدم.إي يو (الإنجليزية)
- بيتر أولاينكا على موقع بيانات كرة القدم. دي إي (الألمانية)
- بيتر أولاينكا على موقع ناشيونال فوتبول تيمز (الإنجليزية)
- بيتر أولاينكا على موقع Soccerbase.com (لاعب) (الإنجليزية)
- بيتر أولاينكا على موقع Soccerway.com (الإنجليزية)
- بيتر أولاينكا على موقع عالم كرة القدم.نت (الإنجليزية)
- بيتر أولاينكا على موقع AS.com (الإسبانية)